# Cesaria di Arles
Cesaria di Arles, chiamata anche Cesira (Chalon-sur-Saône, 465 circa – 525-530 circa) fu la sorella del vescovo san Cesario, prima badessa del monastero di San Giovanni ad Arles. È venerata come santa dalla Chiesa cattolica, che la commemora il giorno 12 gennaio.

## Biografia
Cesaria nacque nei pressi di Chalon-sur-Saône in una data imprecisata attorno all'anno 465, e per un certo periodo visse nell'abbazia di San Vittore a Marsiglia, fondata da Giovanni Cassiano. 
Nell'anno 502 suo fratello Cesario divenne vescovo di Arles, e pensò di creare un monastero femminile con Cesaria a capo della comunità religiosa fuori dalle mura di Arles, negli Alyscamps. La struttura però venne distrutta mentre era ancora in costruzione, durante l'assedio di Arles nel 508; l'edificio seguente, dedicato a san Giovanni, venne eretto invece dentro le mura e fu completato il 26 agosto 512. Cesario redasse la regola comunitaria (uno dei primi esempi, precedente anche la regola di san Benedetto, che prevedeva, tra l'altro, la rinuncia ai propri beni, una clausura strettissima, l'ubbidienza alla superiora e l'esenzione dalla giurisdizione episcopale) e pose Cesaria come prima badessa.
Cesaria era nota per avere a cuore la cura dei malati, dei bambini e dei poveri; dava inoltre molta importanza alla riproduzione dei libri, in particolare quelli di suo fratello. La comunità si allargò ben presto a diverse centinaia di suore, che Cesaria guidò fino alla morte, avvenuta sicuramente dopo il 524 (anno della dedicazione della chiesa di Santa Maria annessa al monastero, in cui fu sepolta), forse nel 525 o nel 530. Le virtù di Cesaria vennero riconosciute già all'epoca della sua morte, ed esaltate da Gregorio di Tours e da Venanzio Fortunato, il quale la citava già come santa, associandola a sant'Agnese. Sua succeditrice come badessa fu un'altra donna di nome Cesaria (quella alla quale santa Radegonda scrisse quando fondò il proprio convento).